# Madalena (freguesia)
Madalena é uma freguesia portuguesa do município da Madalena (Açores), com 20,22 km² de área e 2882 habitantes (censo de 2021). A sua densidade populacional é 142,5 hab./km².

## Demografia
A população registada nos censos foi:
| Distribuição da População por Grupos Etários | Distribuição da População por Grupos Etários | Distribuição da População por Grupos Etários | Distribuição da População por Grupos Etários | Distribuição da População por Grupos Etários |
| -------------------------------------------- | -------------------------------------------- | -------------------------------------------- | -------------------------------------------- | -------------------------------------------- |
| Ano                                          | 0-14 Anos                                    | 15-24 Anos                                   | 25-64 Anos                                   | > 65 Anos                                    |
| 2001                                         | 435                                          | 376                                          | 1312                                         | 386                                          |
| 2011                                         | 376                                          | 324                                          | 1458                                         | 423                                          |
| 2021                                         | 410                                          | 296                                          | 1609                                         | 567                                          |

## Localidades
- Barca
- Baía da Barca
- Areia Larga
- Toledos
- Sete Cidades
- Cabo Branco
- Valverde
- Biscoitos
- Outeiro

## Património edificado
- Igreja de Santa Maria Madalena
- Casa Conventual dos Jesuítas

## Património natural
- Ilhéus da Madalena
- Cabeço da Cruz